# Onthophagus cruciatus
Onthophagus cruciatus là một loài bọ cánh cứng trong họ Bọ hung (Scarabaeidae).